# 小俣絵里佳
小俣 絵里佳（おまた えりか、2000年7月5日 - ）は、日本の子役、モデル。

## 略歴
- 以前はセントラルファッション、ニチエンプロダクションに所属していたが、現在はスペースクラフト・エージェンシーに所属している。
- 成城学園中学校高等学校を経て[1]、慶應義塾大学理工学部に進学[2]。
- 2019年、大学1年生の時に「ミス慶應理工コンテスト2019」のファイナリスト5人の内の1人に選ばれ、10月27日に開催された「ミスミスター理工フィナーレ」にて準グランプリに選出された。
- 2021年7月、スペースクラフト内女子大ユニットキャンパスクイーン選抜メンバーに選ばれ、「Merci Merci」を結成した。

## 出演

### テレビドラマ
- ハンチョウ〜神南署安積班〜 シリーズ1 第14回（2009年、TBSテレビ）森山幸子（少女期） 役
- チャレンジド 第5回（2009年、NHK）友坂真鈴（少女期） 役
- 土曜ワイド劇場 鉄道捜査官#11 死体は遠い改札口を目指す!?（2010年、テレビ朝日）中井美矢子（少女期） 役
- 下流の宴（2011年、NHK）福原由美子（少女期） 役
- 贖罪（2012年、WOWOW）菊池紗英 役

### 舞台
- MOTHER マザー〜特攻の母 鳥濱トメ物語〜（2009年）大石静江 役

### CM
- ニチレイ お弁当にgood エビフライ篇、さいころステーキ篇（2005年）
- ライオン キレイ キレイ
- ライオン PCクリニカ（2006年）
- 三菱東京UFJ銀行 7大疾病保障付住宅ローン・新築モデル編（2006年）
- KUMON えいごくもん篇（2011年）

### ビデオパッケージ
- シスコシステムズ

### 雑誌
- ピュア☆ピュア（辰巳出版）
- 子供ブティック（ブティック社）
- 工作の本（ブティック社）
- チャイルド本社

### その他
- 積水ハウス
- 福田屋百貨店
- 千葉そごう